# Concours Eurovision des jeunes musiciens 2010
Le 15e Concours Eurovision des jeunes musiciens a eu lieu à Vienne en Autriche, le 14 mai 2010, durant le Wiener Festwochen. 
- Pays ayant sélectionné leur artiste et/ou leur chanson
- Pays ayant participé dans le passé, mais pas en 2010
- Pays participants non qualifiés pour la finale

Vienne 2008 Vienne 2012
Les candidats, âgés de moins de 20 ans au moment du concours, représentaient chacun un pays membre de l'UER dans une demi-finale préliminaire. Les 7 meilleurs ont été sélectionnés par un jury international participeront à la finale qui a eu lieu à la Rathausplatz.
Les jeunes musiciens étaient accompagnés par la Vienna Radio Symphony Orchestra, sous la conduite du chef d'orchestre allemand Cornelius Meister.
15 pays ont confirmé leur participation au concours, dont la Biélorussie qui participe pour la première fois. D'autre part, la Finlande a annoncé son retrait au concours pour des raisons financières. Également, l'Ukraine et la Serbie ne participent pas au concours.

## Participants
| Pays               | Musicien                 | Instrument  |
| ------------------ | ------------------------ | ----------- |
| Autriche H         | Marie-Christine Klettner | Violon      |
| Biélorussie        | Ivan Karizna             | Violoncelle |
| Croatie            | Filip Merčep             | Percussions |
| Chypre             | Lambis Paulou            | Piano       |
| République tchèque | Lukáš Dittrich           | Clarinette  |
| Allemagne          | Hayrapet Arakelyan       | Saxophone   |
| Grèce T            | Konstantin Destounis     | Piano       |
| Pays-Bas           | Dana Zemtsov             | Alto        |
| Norvège            | Guro Kleven Hagen (no)   | Violon      |
| Pologne            | Bartosz Głowacki         | Accordéon   |
| Roumanie           | Ioan Dragos-Dimitriu     | Piano       |
| Russie             | Daniil Trifonov,         | Piano       |
| Slovénie           | Eva Nina Kozmus          | Flûte       |
| Suède              | Mattias Hanskov Palm     | Contrebasse |
| Royaume-Uni        | Peter Moore (en),        | Trombone    |